# Isola Stewart (India)
L'isola Stewart è un'isola appartenente all'arcipelago delle Andamane, distretto di Andaman Settentrionale e Centrale del Territorio dell'Unione indiana delle Andamane e Nicobare.
L'isola si trova 150 km a nord di Port Blair.

## Geografia
L'isola appartiene allo Stewart Sound Group e si trova tra l'isola Dotrel e l'isola Curlew. È molto piccola misurando una superficie di poco più di 7 km².

## Amministrazione
Politicamente l'isola Stewart, con il vicino gruppo dello Stewart Sound, fa parte della città di Diglipur.

## Trasporti
È disponibile a richiesta un servizio di traghetto da Mayabunder.

## Demografia
Vi esiste un solo villaggio. Secondo il censimento indiano del 2011 gli abitanti sono solo 2.